# Prosopocoilus blanchardi
Prosopocoilus blanchardi es una especie de coleóptero de la familia Lucanidae.

## Distribución geográfica
Habita en Siberia, Mongolia, Corea, China y  Taiwán.